# Quemarropa

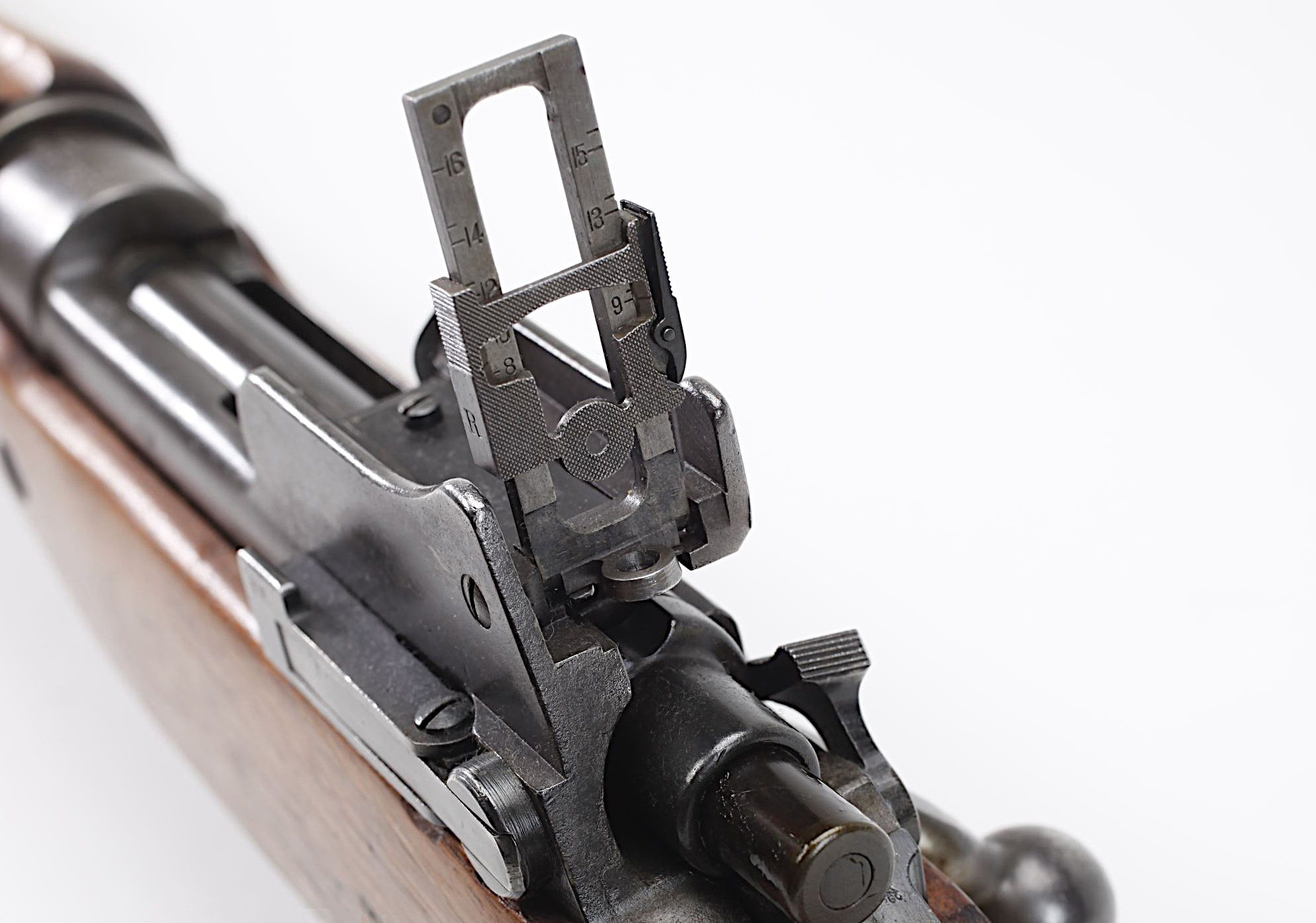
La mira de escalera de un fusil Enfield M1917. Cuando se levanta la barra de la mira trasera, el cañón del fusil apunta ligeramente hacia arriba en comparación con las miras. Esto compensa la caída de la bala en un rango determinado.

El alcance a quemarropa (también a bocajarro) es cualquier distancia sobre la cual una determinada arma de fuego puede alcanzar un objetivo sin necesidad de elevar el cañón para compensar la caída de la bala, es decir, el arma puede apuntar horizontalmente al objetivo. Para objetivos más allá del alcance en blanco, el tirador tendrá que apuntar el cañón de su arma de fuego a una posición por encima del objetivo, y las armas de fuego que están diseñadas para tiroteos de largo alcance generalmente tienen miras ajustables para ayudar al tirador a alcanzar objetivos más allá del alcance en blanco. El alcance máximo a quemarropa de un arma de fuego dependerá de una variedad de factores, como la velocidad de salida y el tamaño del objetivo.
En el uso popular, el alcance a quemarropa ha llegado a significar un alcance extremadamente cercano con un arma de fuego, pero no lo suficientemente cerca como para ser un disparo de contacto.

## Historia
El primer uso registrado de un término equivalente al de a quemarropa data de la década de 1570 y probablemente sea de origen francés, derivando de pointé à blanc, «apuntado al blanco», del cual probablemente se derive el término en inglés, point-blank range. Se cree que la palabra blanc puede usarse para describir un pequeño punto blanco para apuntar que anteriormente se encontraba en el centro de los blancos de tiro. Sin embargo, dado que ninguna de las primeras fuentes menciona un objetivo central blanco, blanc puede referirse a un espacio vacío o un punto de elevación cero al probar el alcance.
El término se originó con las técnicas utilizadas para apuntar con cañones de avancarga. Sus cañones se estrechaban desde la recámara hasta el cañón, de modo que cuando la parte superior del cañón se mantenía horizontal, su orificio en realidad se encontraba en un ángulo elevado. Esto provocó que el proyectil se elevara por encima de la línea de visión natural poco después de salir de la boca y luego cayera por debajo de ella después de alcanzar el vértice de su trayectoria parabólica ligeramente.
Disparando repetidamente un proyectil determinado con la misma carga, se podía medir el punto en el que el proyectil caía por debajo del fondo del orificio. Esta distancia se consideraba el alcance a quemarropa: cualquier objetivo dentro de ella requería que se presionara el arma; cualquier cosa más allá requería elevación, hasta el ángulo de mayor alcance algo antes de los 45 grados.
Varios cañones del siglo XIX tenían un alcance a quemarropa de 228,6 metros (250 yd) (Obús de 12 libras, 0,3 kg (0,595 lb) de carga de pólvora), hasta casi 983 m (1075 yd) (carronada de 30 lb, perdigones sólidos, 3,53 lb (1,6 kg) carga de pólvora).

## Armas cortas

### Alcance máximo a quemarropa
Las armas de fuego cortas a menudo se apuntan de modo que su línea de visión y la trayectoria de la bala estén dentro de un cierto margen aceptable hasta el alcance más largo posible, llamado alcance máximo a quemarropa. El alcance máximo a quemarropa es principalmente una función de la balística externa de un cartucho y el tamaño del objetivo: las rondas de alta velocidad tienen alcances a quemarropa largos, mientras que las rondas lentas tienen alcances a quemarropa mucho más cortos. El tamaño del objetivo determina hasta qué punto por encima y por debajo de la línea de visión puede desviarse la trayectoria de un proyectil. Otras consideraciones incluyen la altura de la mira y la caída aceptable antes de que un disparo sea ineficaz.

#### Caza
Un objetivo grande, como el área vital de un ciervo, permite una desviación de unos pocos centímetros (hasta 10 cm) y al mismo tiempo garantizar un golpe rápidamente incapacitante. Animales dañinos como los perros de la pradera requieren una desviación mucho menor, menos de una pulgada (aproximadamente 2 cm). La altura de las miras tiene dos efectos a quemarropa. Si las miras están por debajo de la desviación permitida, entonces el alcance a quemarropa comienza en la boca del cañón, y cualquier diferencia entre la altura de la mira y la desviación permitida se pierde en la distancia que podría haber estado en el alcance a quemarropa. Las miras más altas, hasta la desviación máxima permitida, alejan el alcance máximo a quemarropa del arma. Las miras que son más altas que la desviación máxima permitida empujan el inicio del rango a quemarropa más lejos de la boca; Esto es común con los rifles varmint, donde solo a veces se realizan disparos cercanos, ya que coloca el alcance a quemarropa fuera del alcance esperado de los objetivos habituales.

#### Militar
Conocida también como «batalla cero», el alcance máximo a quemarropa es crucial en el ejército. Los soldados reciben instrucciones de disparar a cualquier objetivo dentro de este alcance simplemente colocando la mira de su arma en el centro de masa del objetivo enemigo. Cualquier error en la estimación del alcance es efectivamente irrelevante, ya que un disparo bien dirigido impactará en el torso del soldado enemigo. No se necesita corrección de altura en la «batalla cero» o en una distancia menor; sin embargo, si puede resultar en un tiro en la cabeza o incluso en un fallo total. La hebilla del cinturón se utiliza como punto cero de batalla en la doctrina militar rusa y exsoviética.
El primer fusil de asalto producido en masa, el StG 44 de la Segunda Guerra Mundial, y sus prototipos anteriores tenían líneas de mira de hierro elevadas sobre el eje del orificio para ampliar el alcance a quemarropa. La tendencia actual de miras elevadas y disparos más planos de cartuchos de mayor velocidad en los rifles de asalto se debe en parte al deseo de ampliar aún más el alcance máximo a quemarropa, lo que hace que el rifle sea más fácil de usar. Elevando la línea de visión 48,5 a 66 mm (1,9 a 2,6 plg) sobre el eje del orificio, introduce un problema de paralaje inherente cuando la trayectoria del proyectil cruza el plano de observación horizontal dos veces. El punto más cercano al arma ocurre mientras la bala sube por la línea de visión y se llama cercano al cero. El segundo punto ocurre cuando el proyectil desciende a través de la línea de visión. Se llama cero lejano. A distancias más cercanas, por debajo del rango cercano a cero (normalmente entre 15 a 20 m (16 a 22 yd)), el tirador debe apuntar alto para colocar los tiros donde desee.